# Прибережний (Амурська область)
Прибережний (рос. Прибрежный) — селище у Октябрському районі Амурської області Російської Федерації. Розташоване на території українського історичного та етнічного краю Зелений Клин.
Входить до складу муніципального утворення Восточна сільрада. Населення становить 89 осіб (2018).

## Історія
З 20 жовтня 1932 року входить до складу новоутвореної Амурської області.
З 1 січня 2006 року органом місцевого самоврядування є Восточна сільрада.

## Населення
| 2002 | 2010 | 2012 | 2013 | 2014 | 2015 | 2016 |
| ---- | ---- | ---- | ---- | ---- | ---- | ---- |
| 191  | ↘115 | ↘106 | ↘102 | →102 | ↘100 | ↗101 |
| 2017 | 2018 |      |      |      |      |      |
| ↘94  | ↘89  |      |      |      |      |      |